# Franquette
La franquette est un cultivar du noyer commun (Juglans regia) qui provient de Notre-Dame-de-l'Osier, dans l'Isère (région Auvergne-Rhône-Alpes, France).
Ce noyer est vigoureux, productif, fertile et rustique. Sa floraison tardive (protandre) lui permet la culture en zone de gel tardif. Il donne une noix de gros calibre, excellente, à coquille fine et cerneau aisé à extraire. Il est cultivé pour la noix de Grenoble et pour la noix du Périgord.
Elle doit son nom au  producteur qui l'a fait fructifier Monsieur Nicoud-Franquet ; elle représente aujourd’hui 80% de la production de noix de Grenoble.